# Hôtel d'Arlatan
L'hôtel d'Arlatan est un hôtel particulier situé au no 24 de la rue de l'Opéra, à Aix-en-Provence (France).
Les hôtels d'Arlatan et de Dreux-Brézé, constituent un ensemble 
immobilier exceptionnel :
C'est un des seuls hôtels d'Aix traversant, distribué par deux voies, 
avec jardin intérieur . Il est composé de corps de bâtiments hiérarchisés, avec l'Hôtel d'Arlatan, 
partie noble aux salons décorés sur la rue de l'Opéra, et l'Hôtel de Dreux-Brézé, rue du 
Maréchal Joffre, plus modeste et abritant les communs.
Par le décor des salons, composé de boiseries, cheminées, et surtout de gypseries d'une 
ampleur et d'une qualité qui en font l'un des plus précieux spécimens de décor civil du XVIIIe siècle en Provence

## Historique

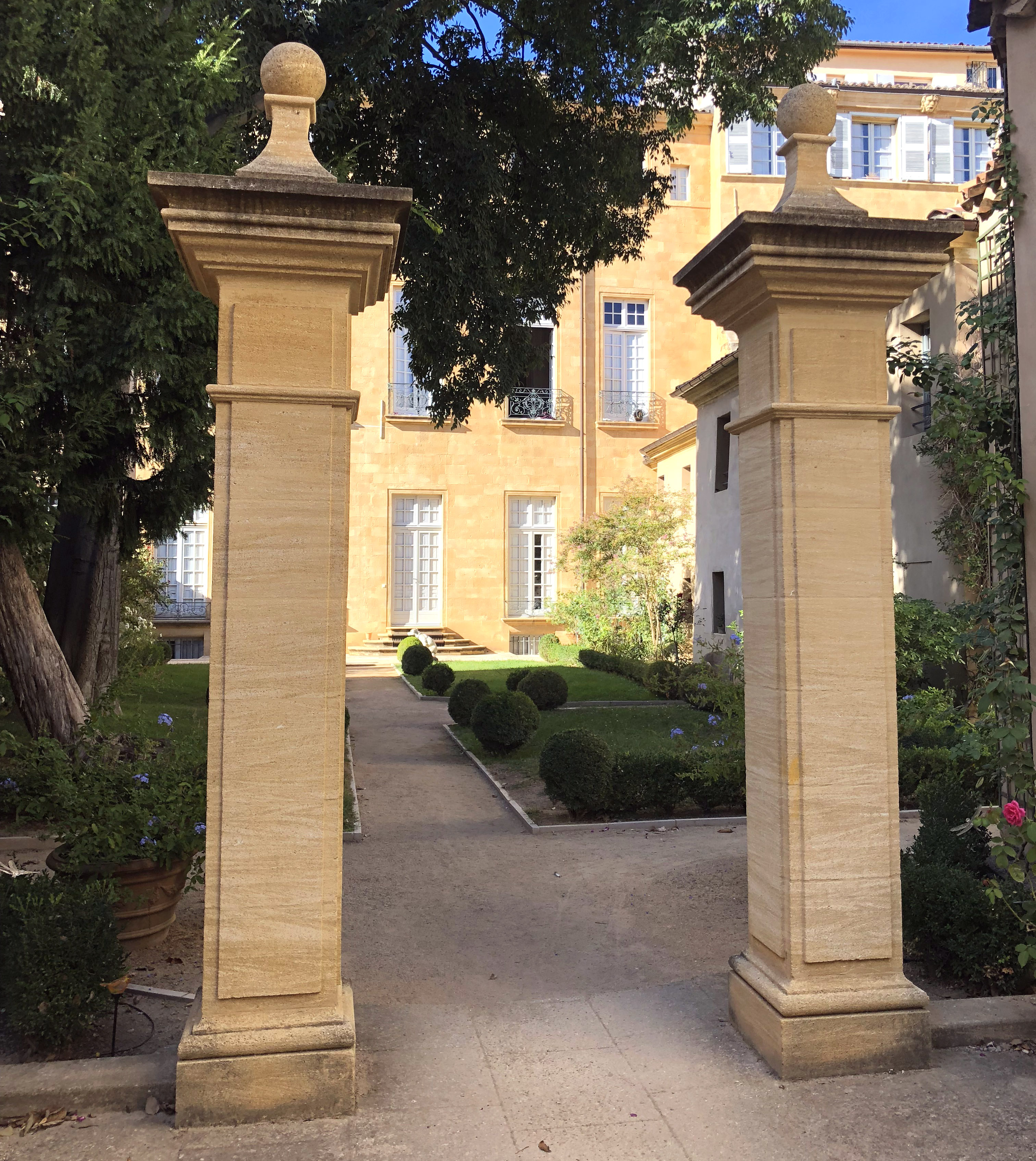
Cour intérieure et jardin de l'hotel Arlatan

L'hôtel d'Arlatan est situé dans le quartier Villeneuve, Saint Jean.
Par un acte d'achat du 6 mars 1684, Sextius d'Arlatan de Montaud, conseiller du roi à la cour de Parlement de Provence, acquiert une place à bâtir. La parcelle se 
trouve dans l'ancienne rue du boulevard qui deviendra la rue de l'opéra. L hotel d Arlatan est placé juste après l'hôtel du prévôt Laurens de Peyrolles, plus vieux de 10 ans, appelé maintenant hôtel Grimaldi-Régusse.
L'Hôtel d'Arlatan-Lauris a donc été construit en 1685 par Sextius d'ARLATAN de MONTAUD, Marquis de la ROCHE, Baron de LAURIS, selon les plans de Balthazar CUNDIER (Géomètre, Graveur, Architecte), fils de Louis CUNDIER (1615 - 1681) d’après J. J. GLOTON (1979).
L'Hôtel d'Arlatan-Lauris adopte les mêmes dispositions en travées et la même mouluration que l'Hôtel Grimaldi-Régusse, construit en 1675 par Louis CUNDIER.
En 1837, l'Hôtel passe dans la famille des LUBIERES (Marquis de BENAULT-LUBLERES), 
puis dans celle des BONNECORSE.
Les différents plans anciens d'Aix nous montrent bien l'évolution du quartier , sur le plan de CUNDLER de 1680, l'Hôtel de Grimaldi au 26 rue de l'Opéra est déjà construit, mais la parcelle du 24 rue de l'Opéra est vide. La partie donnant sur la rue du Maréchal Joffre est construite, vraisemblablement, une partie de l'actuel Hôtel de Dreux-Brézé.
La date de construction de la partie noble de l'Hôtel de Dreux-Brézé est incertaine, même si on sait qu'une partie des bâtiments devait déjà exister au temps de l'achat du terrain. Sa nomination provient de la location des plus beaux appartements de cet hôtel à l'Intendant du Seigneur d'ARLATAN de MONTAUD, Monsieur Dreux-Brézé.
Sa façade de a été transformée au XVIIIe siècle par la création de trois balcons et trois portes-fenêtres.
Les décors de gypseries des salons du R.d.C, côté jardin, sont de style Régence (1730 - 1735).
Les décors des salons au 1er étage, de style Louis XV, datent de 1745/1750 . Pourtant, la construction de 
l'Hôtel a débuté en 1684 et des sculpteurs et des peintres ont travaillé le décor intérieur dès 
1686, comme en témoignent les extraits du Livre de Raison de Sextius D'ARLATAN, conservé au Musée du Vieil Aix.

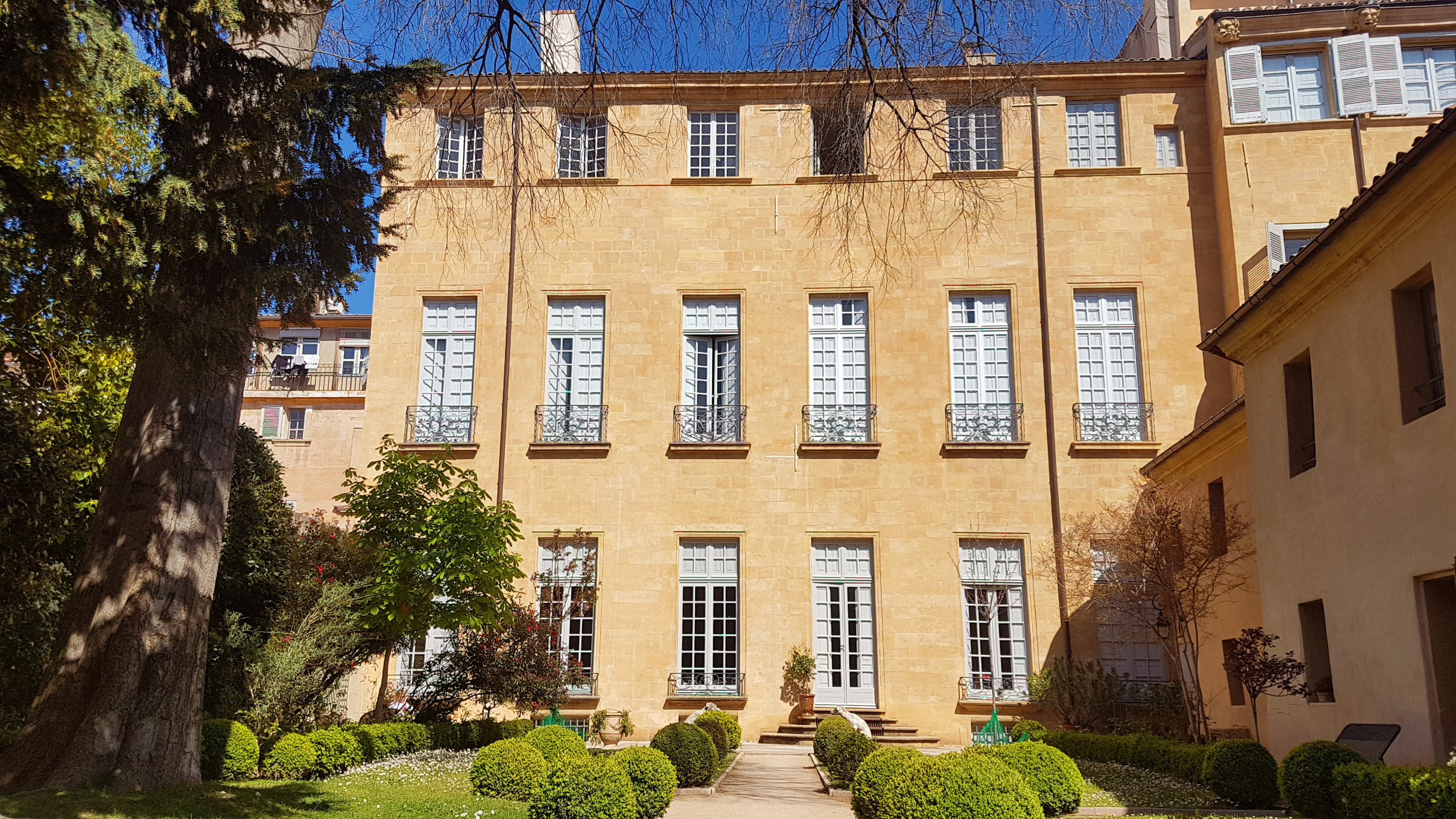
jardin de l'hotel Arlatan

L'élément de lambris peint qui a été conservé dans un salon  pourrait faire partie de ces premiers décors.
Le garde-corps en fer forgé de l'escalier d'honneur est de style Louis XVI. Il a remplacé un 
autre garde-corps de l'époque de la construction de l'Hôtel dont on retrouve la description dans le Livre de Raison.
La dernière propriétaire, Mademoiselle TEYSSIER DE SAVY, est morte en 1981.

L'ensemble est protégé par la loi de 1913 sur les Monuments Historiques, depuis 1983.
Malheureusement, l'abandon puis le pillage organisé au début des années 1990 par deux antiquaires peu scrupuleux ont largement dégradé ou réduit ce patrimoine. L’hôtel fut sauvagement dépouillé de ses tentures d origine, jusque-là miraculeusement préservées, de ses cheminées en marbre, de ses portes et de deux charmantes fontaines d intérieur.
Un arrêté de péril a été pris par la Ville d'Aix-en-Provence, le 8 octobre 1997.
Puis l'ensemble a été réhabilité.

## Architecture

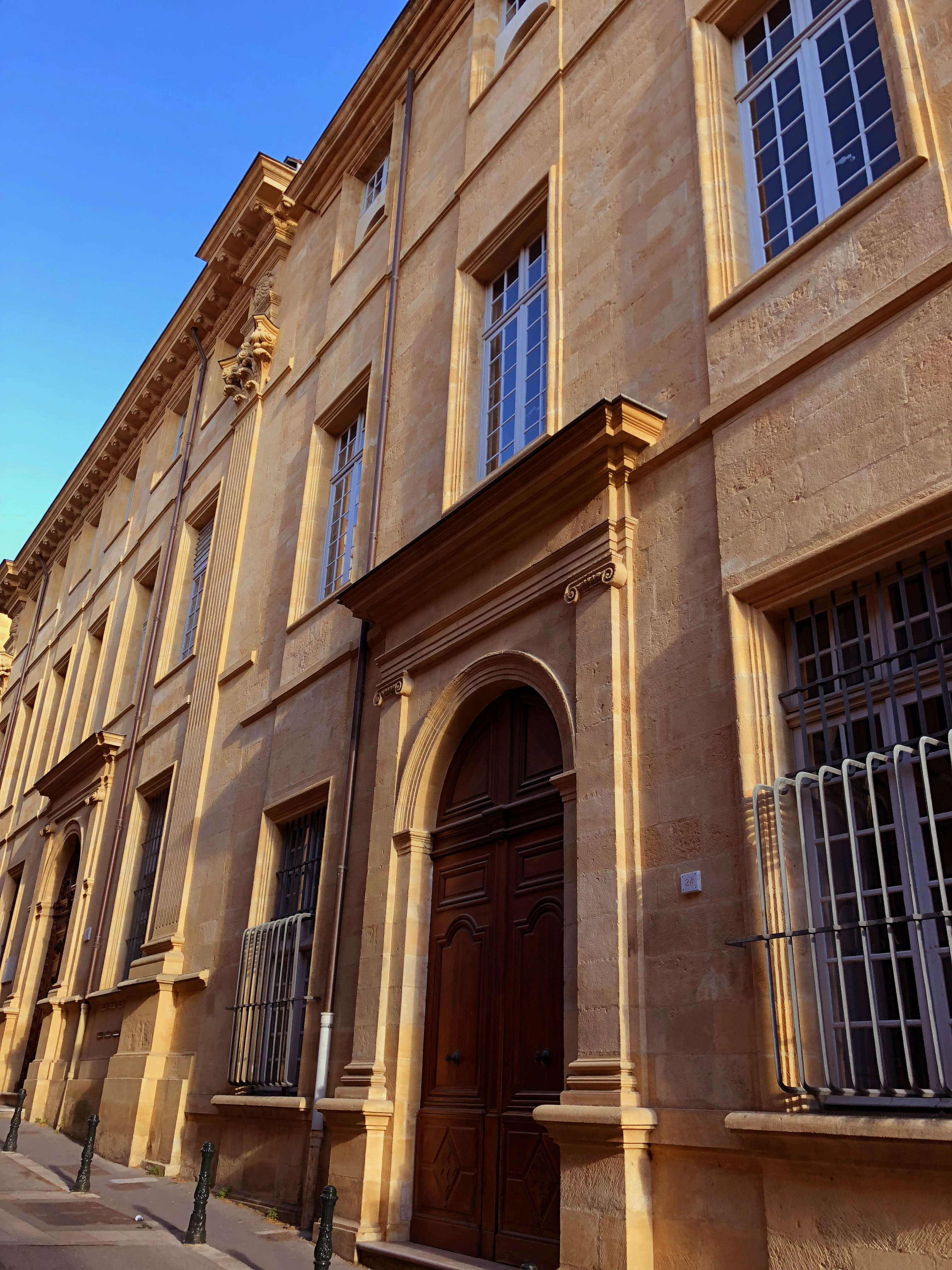
façade de l hotel Arlatan

La façade est sobre et date de la seconde moitié du XVIIIe siècle.
Elle se situe au numéro 24 de la rue de l'Opéra à Aix en Provence dans la continuité de l'hotel de Grimaldi duquel il s'inspire.
A proximité se trouve également l'hotel de Lestang-Parade construit à la même époque.
En Face de l’hôtel se trouve le théâtre du jeu de Paume anciennement appelé "Opéra" par les Aixois et qui a donné son nom à la rue.
Cette rue offre une perspective plongeante sur le Cours Mirabeau.

## Porte remarquable
La porte de l'hotel fut sans doute la plus belle d'Aix, sculptée par Bernard Turreau dit TORO.
Guirlandes de fleurs et de feuillage, coquilles enrubannées, visage de femme au sourire éternel, la porte d'entrée d'origine, de style Louis XV, est depuis 1907 au Musée des Beaux-Arts de Lyon.

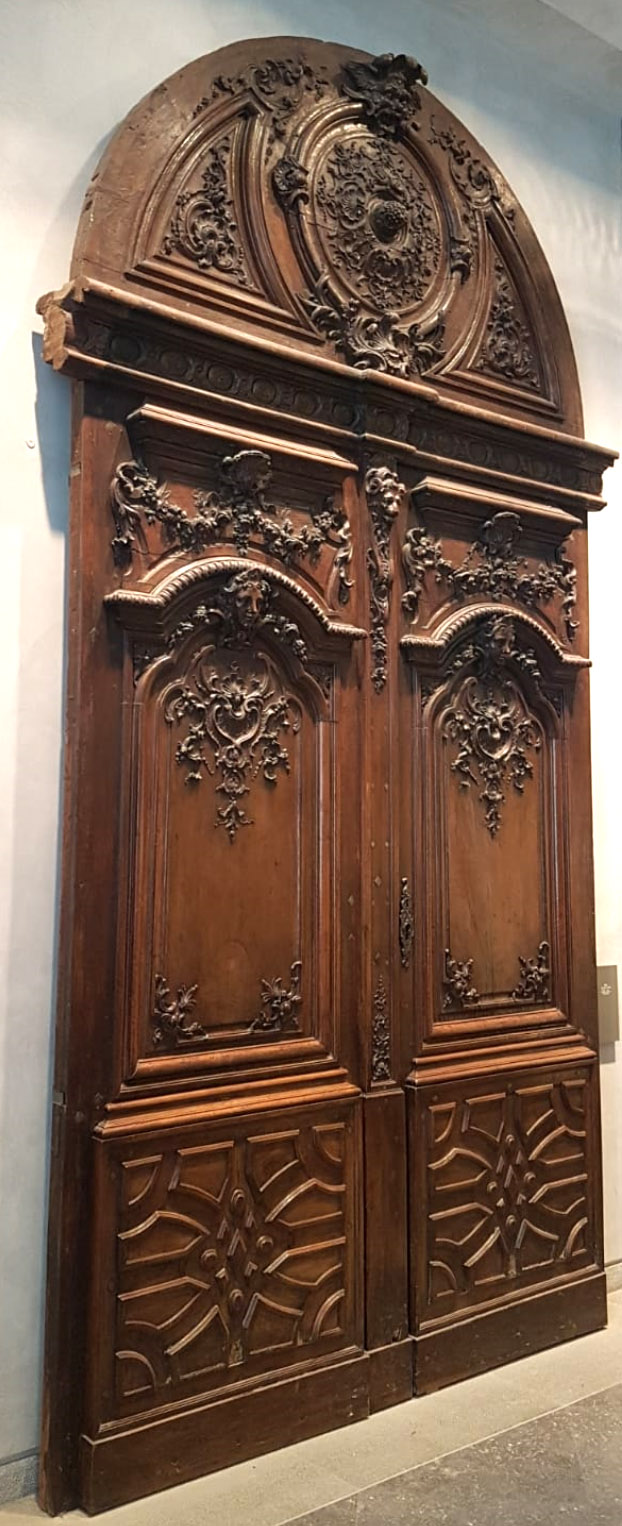
porte de l hôtel
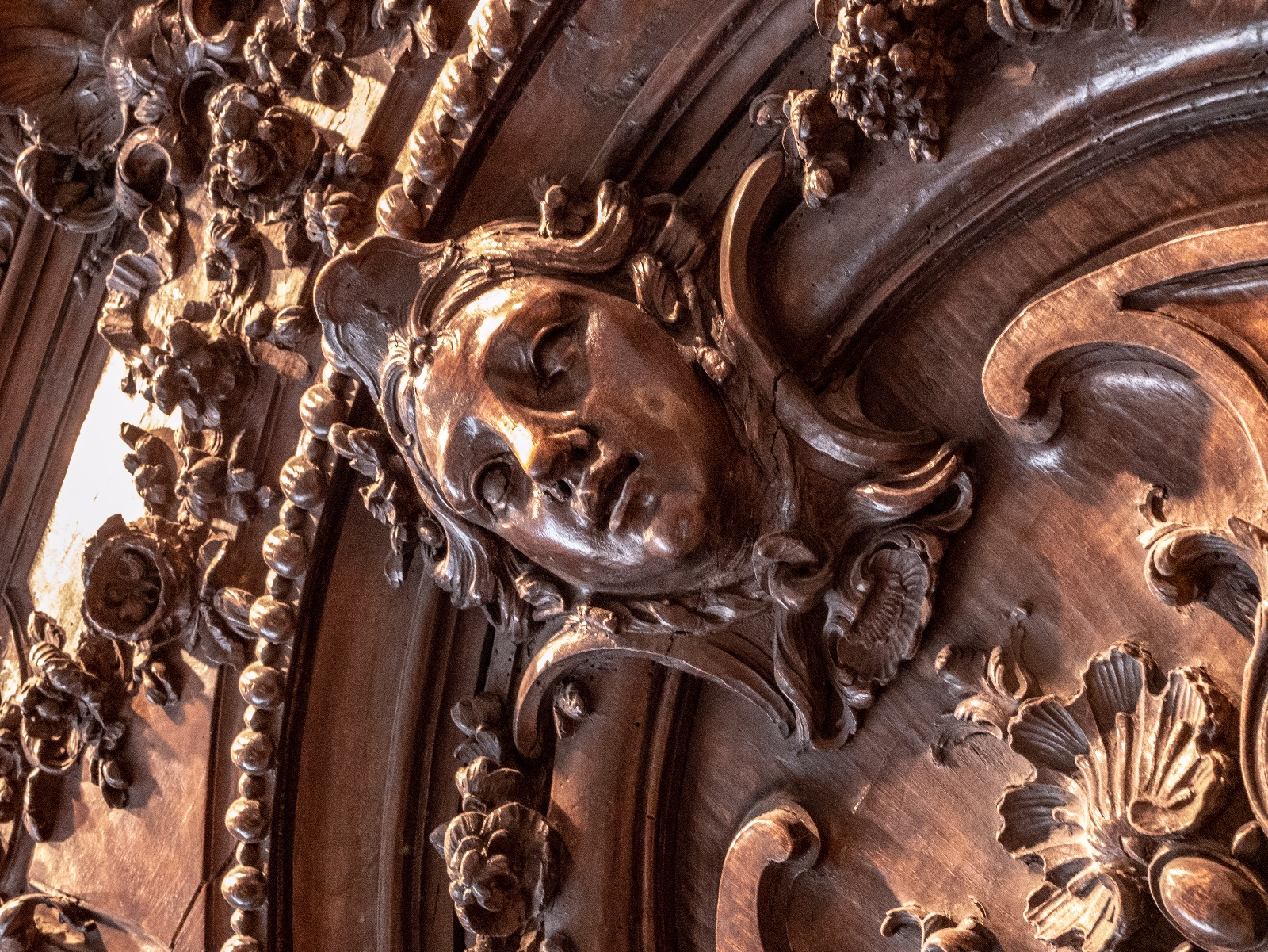
Visage sur la porte
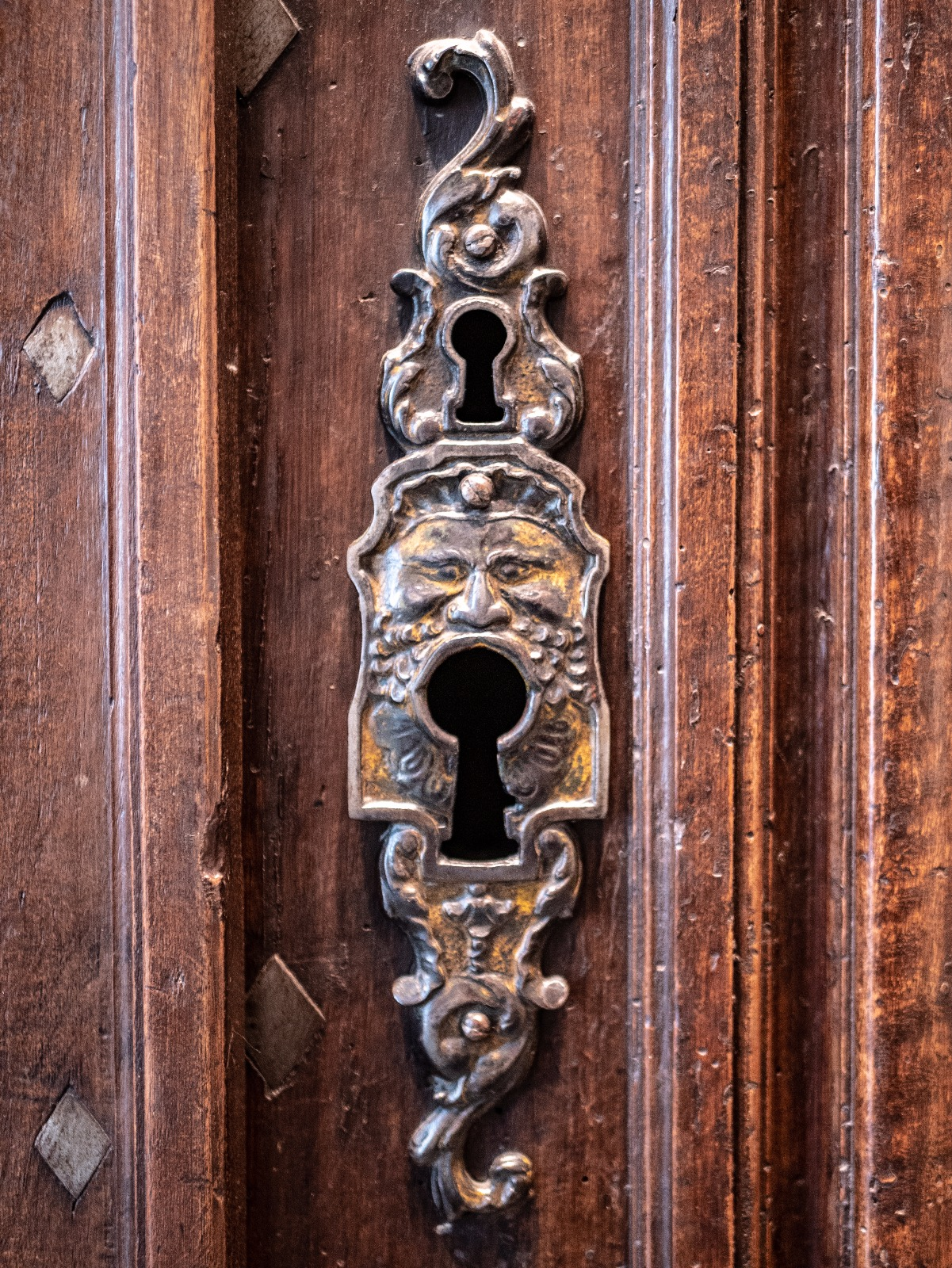
Serrure, masque grotesque

## Escalier monumental
Le vaste portail ouvre sur un grand vestibule, plus large que la rue d ou part un escalier orné d'une splendide rampe de style Louis XVI aux motifs rares en Provence et d'une imposante potence de vestibule.
L'escalier est orné de sculptures de masques grotesques . Il fait partie des éléments classés aux monuments historiques.
Il a été choisi ainsi que le jardin et quelques pièces pour le tournage du film de Jean Paul Rappeneau , " le hussard sur le toit " en 1995.

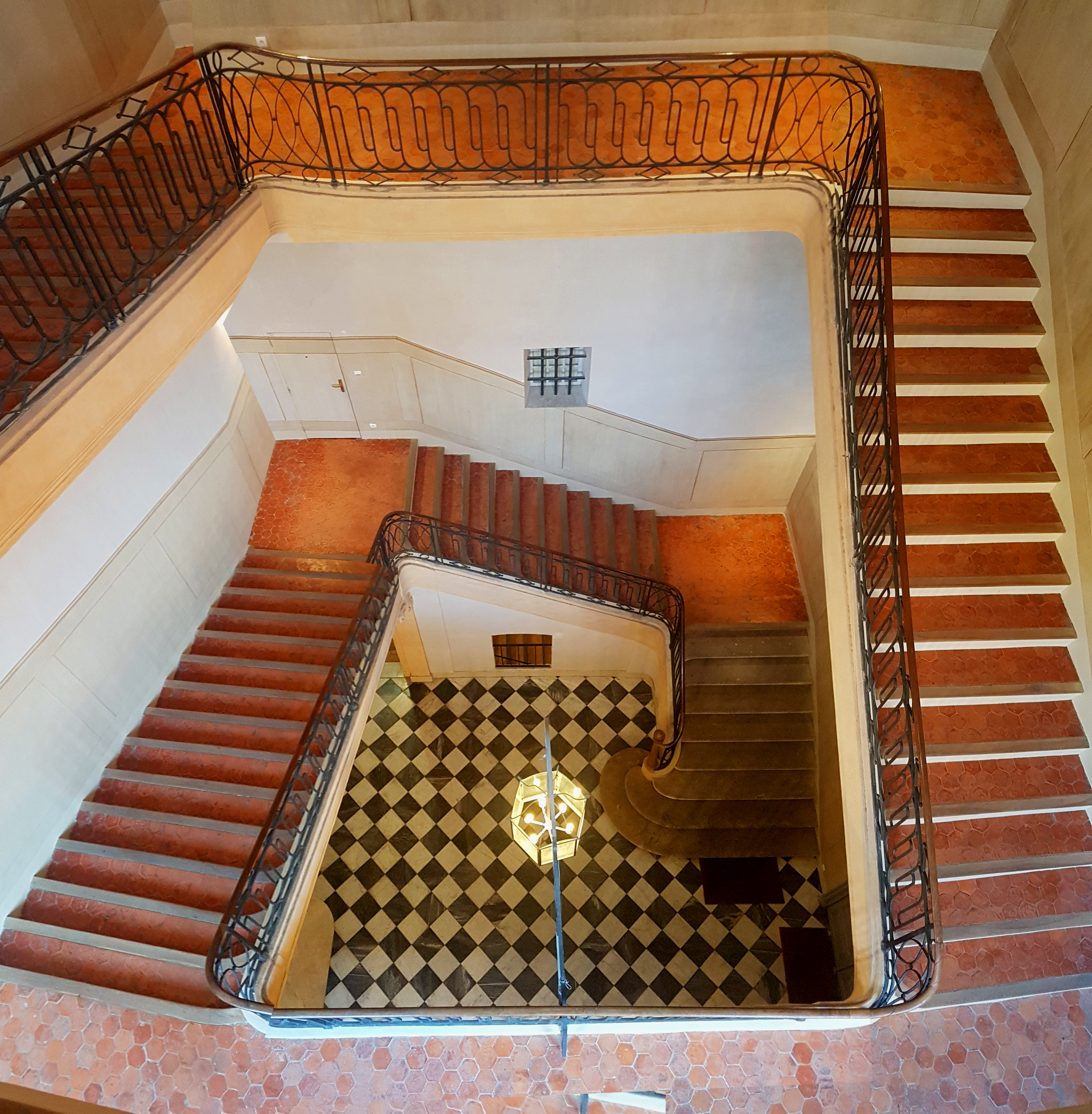
vue escalier monumental
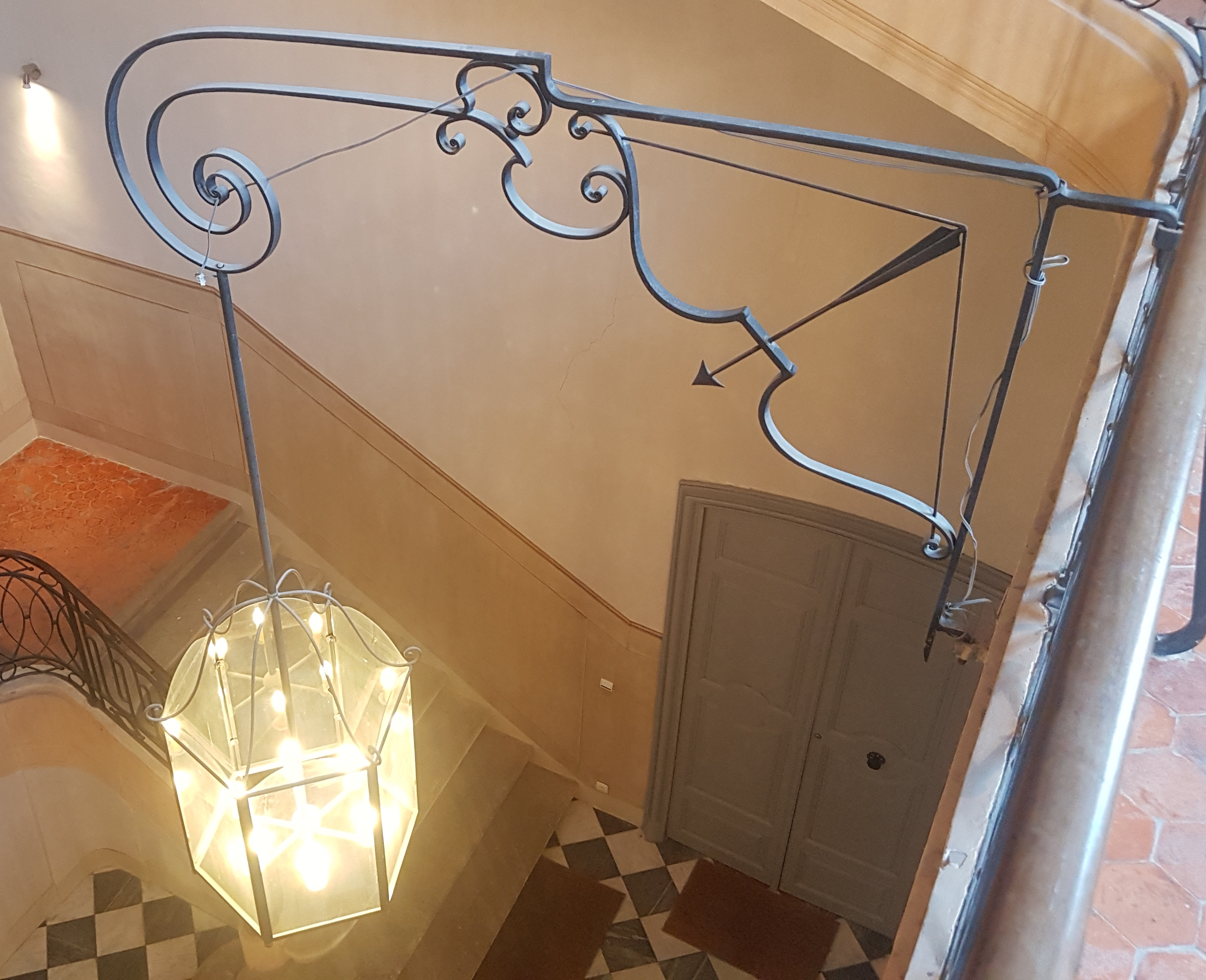
Potence de Vestibule
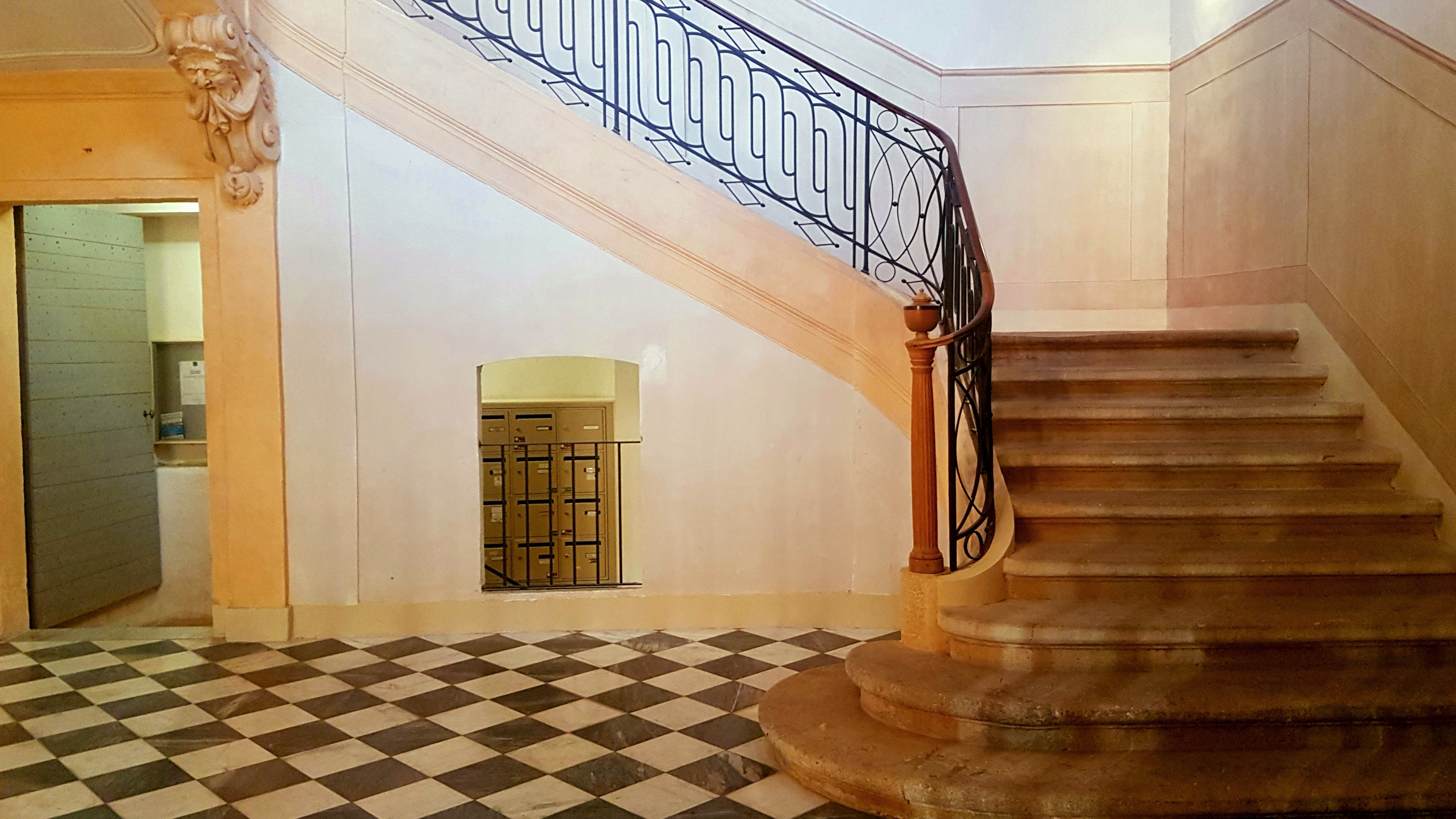
Vestibule d'entrée
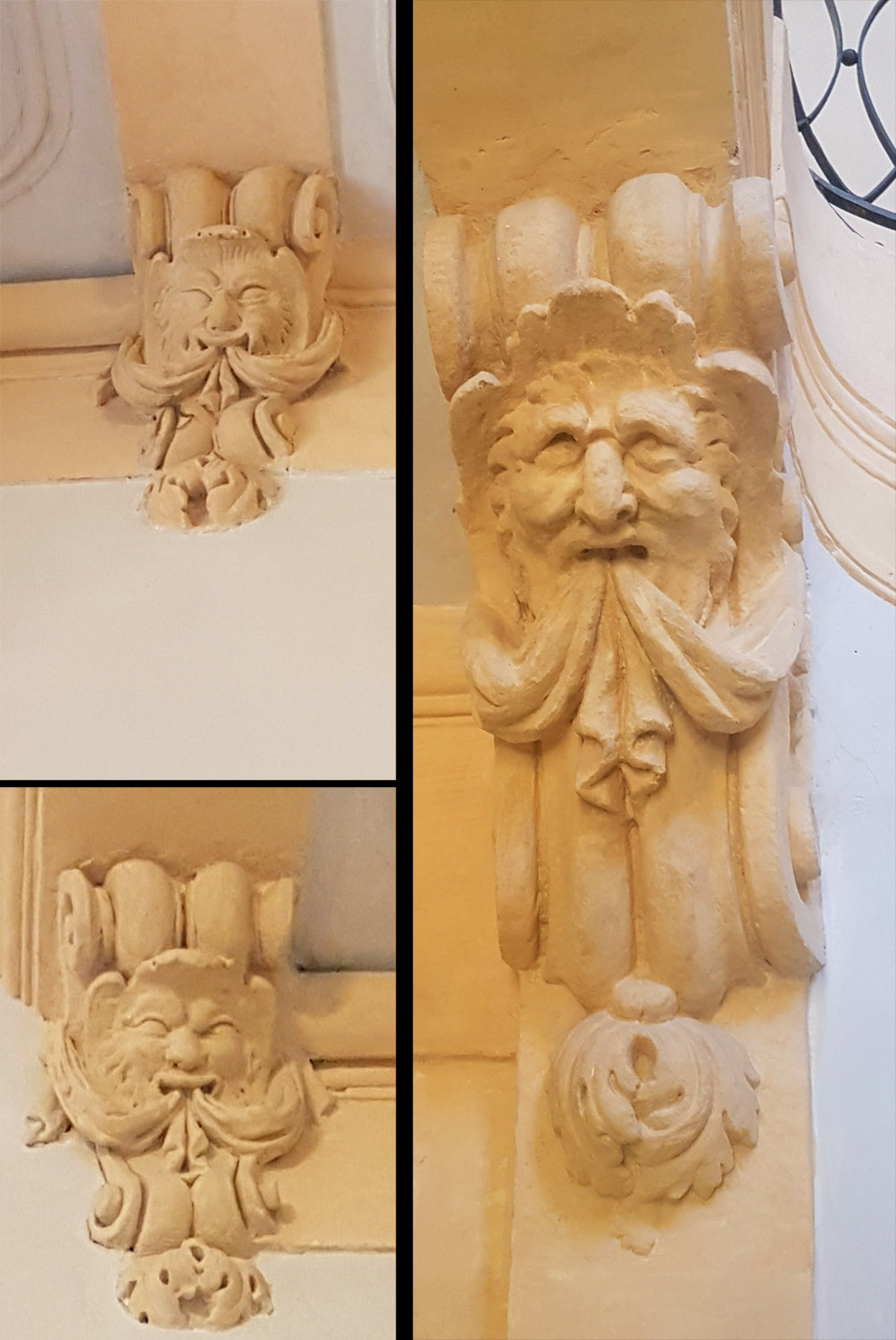
figures grotesques sculptées dans le vestibule

## Gypseries
Le premier étage comporte deux grands salons Louis XV.
Les salons sont décorés de gypseries élégantes représentant les quatre saisons et les travaux d'Hercule.
Au rez-de-chaussée, un boudoir régence fait suite à des salons aux élégantes anses à panier. Certaines des superbes Gypseries des hôtels Arlatan et Dreux Brézé sont classées aux monuments historiques.

## Hôtel de Dreux-Brézé
Cette partie a été construite sur un bâtiment préexistant à la construction de l’hôtel d'Arlatan. Ils servirent d'abord de communs puis furent rehaussés et des salons plus prestigieux y furent construits notamment pour y loger l'intendant de la famille, M. de Dreux-Brézé. On y trouve au premier étage des gypseries classées ainsi qu'une chambre de service au dernier étage. Au rez-de-chaussée se trouvait une remise à carrosse auquel on accédait par l'imposante porte cochère. La façade  qui fait face à la chapelle des pénitents blanc possède un encadrement de porte sculpté.

Il est à noter que d'autres bâtiments viennent compléter l'ensemble notamment une aile à l'est et deux charmants pavillons dans le jardin, ces trois éléments sont classés aux monuments historiques.

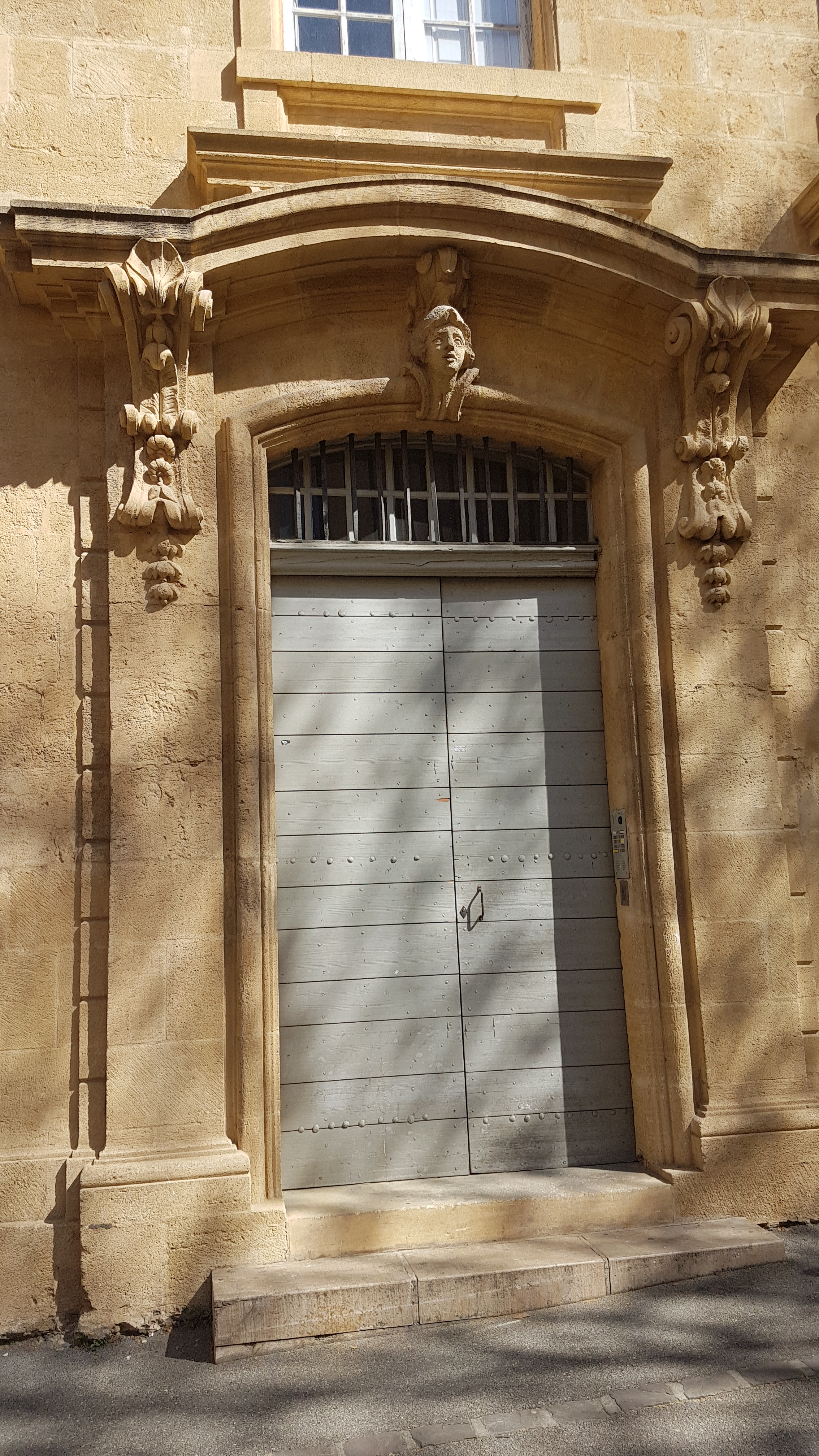
Porte extérieure de l'hôtel Dreux Brézé
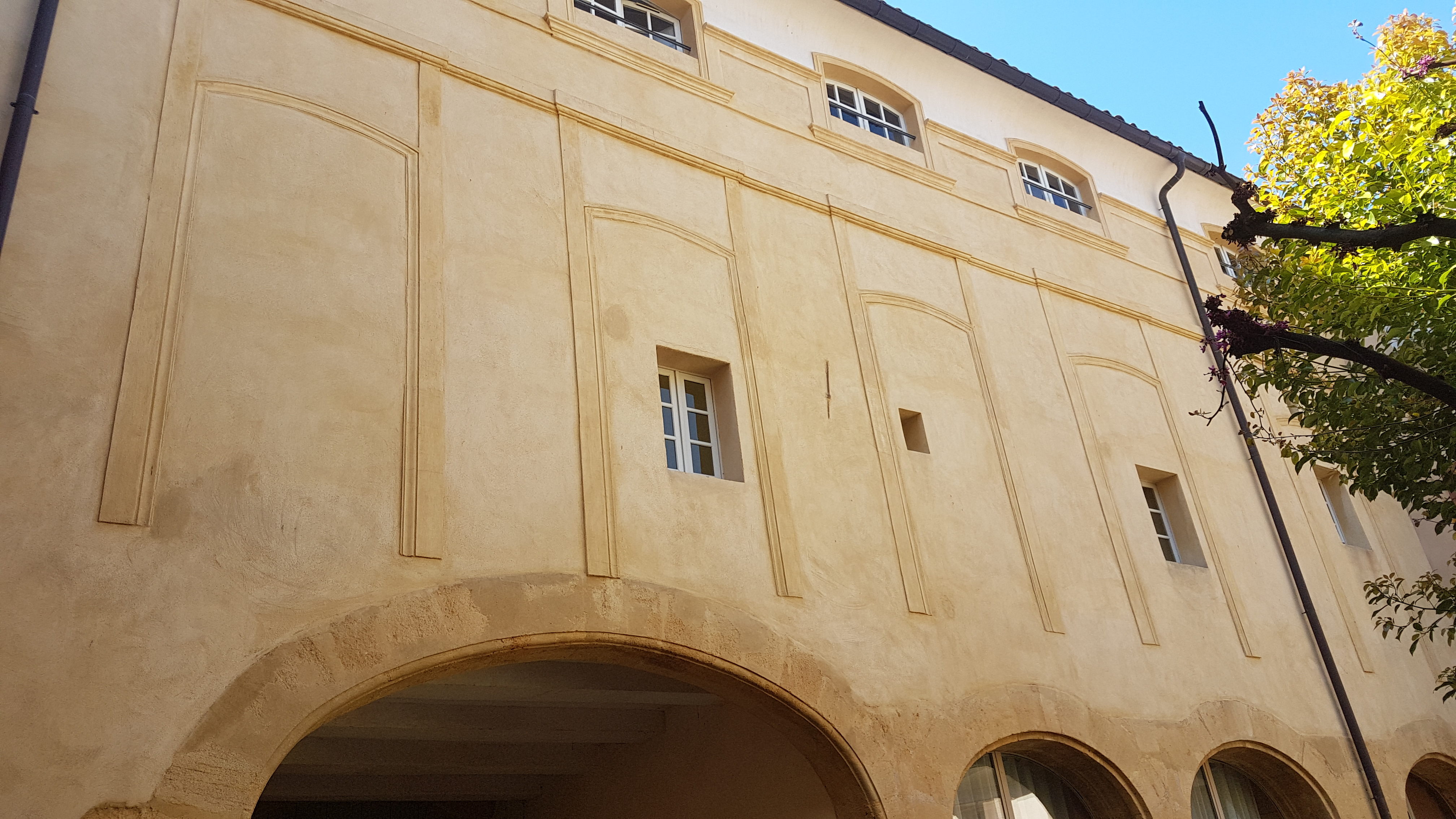
Façade intérieure hotel Dreux Brézé
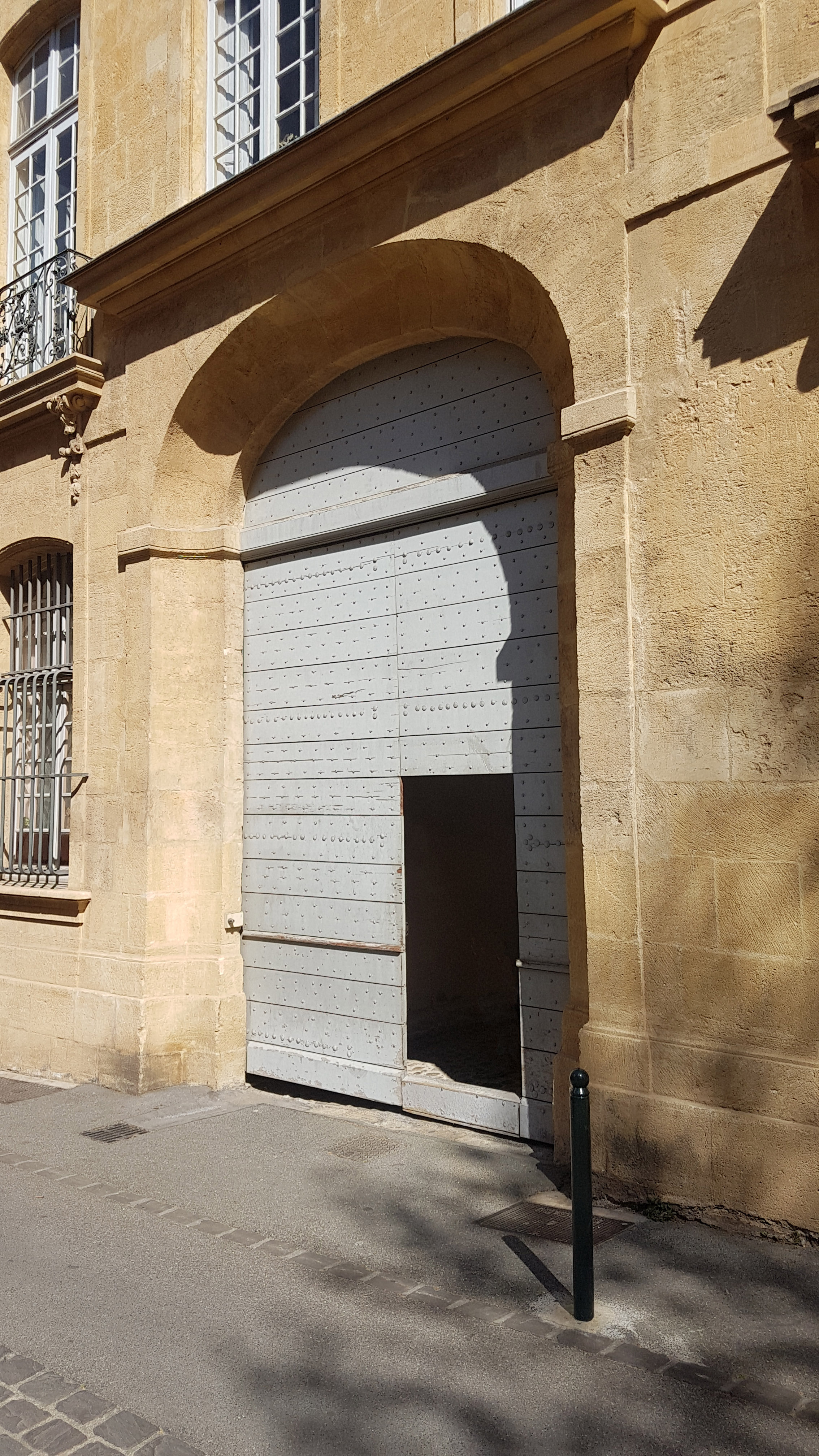
Porte cochère, hôtel Dreux Brézé

## Informations complémentaires
Le bâtiment est une résidence privée et n'est pas ouvert à la visite.
Ses jardins font l'objet d'un pré-inventaire à l'inventaire général du patrimoine culturel, en vue d'être reconnus "jardins remarquables".